# Comté de Tom Green
Le comté de Tom Green, en anglais : Tom Green County, est un comté situé au centre de l'État du Texas aux États-Unis. Fondé le 13 mars 1874, son siège de comté est la ville de San Angelo. Selon le recensement de 2020, sa population est de 120 003 habitants. Le comté a une superficie de 3 989,9 km2, dont 3 941,8 km2 en surfaces terrestres. Il est nommé en l'honneur de Thomas Green, général de brigade dans l'Armée des États confédérés.

## Organisation du comté
Le comté de Tom Green est créé le 13 mars 1874, à partir des terres du comté de Bexar. Il est définitivement organisé et autonome, le 5 janvier 1875.
Le comté est baptisé en l'honneur de Thomas Green, un général de la Confédération, héros de la révolution texane,.

## Géographie
Le comté de Tom Green est situé au centre de l'État du Texas, aux États-Unis,.
Il a une superficie totale de 3 989,9 km2, composée de 3 941,8 km2 de terres et de 48,1 km2 de zones aquatiques.

## Comtés adjacents
| Comté de Sterling              | Comté de Coke       | Comté de Runnels |
| Comté d'Irion, Comté de Reagan | comté de Tom Green  | Comté de Concho  |
|                                | Comté de Schleicher | Comté de Menard  |

## Démographie

Pyramide des âges du comté de Tom Green (2000).

Lors du recensement de 2010, le comté comptait une population de 110 224 habitants. Elle est estimée, en 2017, à 118 019 habitants,.
| Groupes           | Comté de Tom Green | Texas | États-Unis |
| ----------------- | ------------------ | ----- | ---------- |
| Blancs            | 81,7               | 70,4  | 72,4       |
| Autres            | 9,6                | 10,6  | 6,4        |
| Afro-Américains   | 4,0                | 11,9  | 12,6       |
| Métis             | 2,8                | 2,5   | 2,7        |
| Asiatiques        | 1,0                | 3,8   | 4,8        |
| Amérindiens       | 0,8                | 0,7   | 0,9        |
| Total             | 100                | 100   | 100        |
|                   |                    |       |            |
| Latino-Américains | 35,7               | 37,6  | 16,7       |

Selon l'American Community Survey, pour la période 2011-2015, 75,50 % de la population âgée de plus de 5 ans déclare parler l'anglais à la maison, 22,95 % déclare parler l'espagnol et 1,55 % une autre langue.